# Eccellenza Basilicata 2022-2023
Il campionato italiano di calcio di Eccellenza regionale 2022-2023 è il trentaduesimo organizzato in Italia. Rappresenta il quinto livello del calcio italiano.

## Stagione

### Regolamento
La prima classificata accede direttamente al campionato superiore e l'ultima classificata a quello inferiore. Le classificate tra il secondo e il quinto posto effettueranno i play-off per determinare la squadra che accede agli spareggi nazionali. Le classificate tra il penultimo e il quintultimo posto effettueranno i play-out per non retrocedere. Se la differenza punti tra le squadre spareggianti è maggiore o uguale a dieci, gli spareggi non avranno luogo. Se le retrocessioni dalla Serie D 2022-2023 delle squadre lucane, sono due o più, aumentano anche le retrocessioni in Promozione.

## Squadre partecipanti
| Club                             | Città (provincia)           | Stadio                              | Stagione precedente                   |
| -------------------------------- | --------------------------- | ----------------------------------- | ------------------------------------- |
| A.S.D. Angelo Cristofaro Oppido  | Oppido Lucano (PZ)          | Stadio comunale                     | 1º in Promozione Basilicata, promossa |
| Brienza Calcio                   | Brienza (PZ)                | Stadio San Giuliano                 | 7º in Eccellenza Basilicata           |
| U.S. Castelluccio                | Castelluccio Inferiore (PZ) | Stadio Nicola Vulcano               | 9º in Eccellenza Basilicata           |
| A.S.D. Circolo Sport Vultur 1921 | Rionero in Vulture (PZ)     | Stadio Pasquale Corona              | 2º in Eccellenza Basilicata           |
| A.S.D. Città dei Sassi Matera    | Matera (MT)                 | Stadio XXI Settembre-Franco Salerno | 2º in Promozione Basilicata, promossa |
| A.S.D. Elettra Marconia          | Marconia (MT)               | Comunale Regina - Mauro             | 10º in Eccellenza Basilicata          |
| A.S.D. Ferrandina 17890          | Ferrandina (MT)             | Stadio Santa Maria                  | 12º in Eccellenza Basilicata          |
| Pol. Moliterno                   | Moliterno (PZ)              | Stadio Onofrio Venezia              | 15º in Eccellenza Basilicata          |
| Montescaglioso calcio            | Montescaglioso (MT)         | Stadio comunale Viale Kennedy       | 3º in Eccellenza Basilicata           |
| A.S.D. Oraziana Venosa           | Venosa (PZ)                 | Stadio comunale Michele Lorusso     | 13º in Eccellenza Basilicata          |
| S.C. Paternicum                  | Paterno (PZ)                | Stadio Enzo Taddeo                  | 11º in Eccellenza Basilicata          |
| A.S.D. Policoro                  | Policoro (MT)               | Stadio Rocco Perriello              | 5º in Eccellenza Basilicata           |
| A.S.D. Pomarico                  | Pomarico (MT)               | Stadio comunale Manferrara          | 6º in Eccellenza Basilicata           |
| A.S.D. Real Senise               | Senise (PZ)                 | Stadio comunale Rossi               | 8º in Eccellenza Basilicata           |
| A.S.D. Rotonda Calcio            | Rotonda (PZ)                | Stadio Comunale Gianni Di Sanzo     | 17º in Serie D/H, retrocessa          |
| A.S.D. Tricarico Pozzo di Sicar  | Tricarico (MT)              | Stadio Comunale Paolo Carbone       | 3º in Promozione Basilicata, promossa |

## Classifica
|  | Pos. | Squadra                  | Pt | G  | V  | N  | P  | GF | GS | DR  |
|  | ---- | ------------------------ | -- | -- | -- | -- | -- | -- | -- | --- |
|  | 1.   | Rotonda                  | 78 | 30 | 25 | 3  | 2  | 80 | 15 | 65  |
|  | 2.   | Elettra Marconia         | 66 | 30 | 20 | 6  | 4  | 51 | 21 | 30  |
|  | 3.   | Città dei Sassi Matera   | 63 | 30 | 19 | 6  | 5  | 62 | 13 | 49  |
|  | 4.   | Pomarico                 | 62 | 30 | 19 | 5  | 6  | 52 | 29 | 23  |
|  | 5.   | Brienza                  | 53 | 30 | 17 | 2  | 11 | 41 | 32 | 9   |
|  | 6.   | Vultur Rionero           | 50 | 30 | 15 | 5  | 10 | 53 | 34 | 19  |
|  | 7.   | Tricarico Pozzo di Sicar | 48 | 30 | 15 | 3  | 12 | 47 | 32 | 15  |
|  | 8.   | Oraziana Venosa          | 42 | 30 | 12 | 6  | 12 | 35 | 42 | -7  |
|  | 9.   | Paternicum               | 42 | 30 | 10 | 12 | 8  | 42 | 36 | 6   |
|  | 10.  | Angelo Cristofaro        | 37 | 30 | 9  | 10 | 11 | 37 | 45 | -8  |
|  | 11.  | Policoro                 | 35 | 30 | 9  | 8  | 13 | 43 | 50 | -7  |
|  | 12.  | Ferrandina               | 33 | 30 | 9  | 6  | 15 | 45 | 56 | -10 |
|  | 13.  | Montescaglioso           | 23 | 30 | 6  | 5  | 19 | 21 | 49 | -28 |
|  | 14.  | Moliterno                | 18 | 30 | 5  | 3  | 22 | 34 | 88 | -54 |
|  | 15.  | Real Senise              | 14 | 30 | 2  | 8  | 20 | 22 | 79 | -57 |
|  | 16.  | Castelluccio             | 10 | 30 | 2  | 4  | 24 | 11 | 55 | -44 |

Legenda:
       Promosso in Serie D 2023-2024.
      Ammessa ai play-off nazionali.
 Ammessa ai play-off o ai play-out.
       Retrocesso in Promozione Basilicata 2023-2024.
Regolamento:
Tre punti a vittoria, uno a pareggio, zero a sconfitta.

## Risultati

### Tabellone
|                          | ACO  | BRI  | CAS  | CSM  | ELM  | FER  | MOL  | MON  | OVE  | PAT  | POL | POM | RSE | ROT  | TRI  | VRI  |
| ------------------------ | ---- | ---- | ---- | ---- | ---- | ---- | ---- | ---- | ---- | ---- | --- | --- | --- | ---- | ---- | ---- |
| Angelo Cristofaro Oppido | –––– |      |      |      |      |      |      |      |      |      |     |     |     |      |      |      |
| Brienza Calcio           |      | –––– |      |      |      |      |      |      |      |      |     |     |     |      |      |      |
| Castelluccio             |      |      | –––– |      |      |      |      |      |      |      |     |     |     |      |      |      |
| Città dei Sassi Matera   |      |      |      | –––– |      |      |      |      |      |      |     |     |     |      |      |      |
| CS Vultur 1921           |      |      |      |      | –––– |      |      |      |      |      |     |     |     |      |      |      |
| Elettra Marconia         |      |      |      |      |      | –––– |      |      |      |      |     |     |     |      |      |      |
| Ferrandina               |      |      |      |      |      |      | –––– |      |      |      |     |     |     |      |      |      |
| Montescaglioso           |      |      |      |      |      |      |      | –––– |      |      |     |     |     |      |      |      |
| Oraziana Venosa          |      |      |      |      |      |      |      |      | –––– |      |     |     |     |      |      |      |
| Paternicum               |      |      |      |      |      |      |      |      |      | –––– |     |     |     |      |      |      |
| Policoro                 |      |      |      |      |      |      |      |      |      |      | -   |     |     |      |      |      |
| Pol. Moliterno           |      |      |      |      |      |      |      |      |      |      |     | -   |     |      |      |      |
| Pomarico                 |      |      |      |      |      |      |      |      |      |      |     |     | -   |      |      |      |
| Real Senise              |      |      |      |      |      |      |      |      |      |      |     |     |     | –––– |      |      |
| Rotonda                  |      |      |      |      |      |      |      |      |      |      |     |     |     |      | –––– |      |
| Tricarico Pozzo di Sicar |      |      |      |      |      |      |      |      |      |      |     |     |     |      |      | –––– |

## Spareggi

### Play-off
|  | Semifinali | Semifinali             | Semifinali             |                        |   | Finale | Finale | Finale |  |
|  |            |                        |                        |                        |   |        |        |        |  |
|  | 2          | Elettra Marconia       |                        |                        |   |        |        |        |  |
|  | 2          | Elettra Marconia       |                        |                        |   |        |        |        |  |
|  | 5          |                        |                        |                        |   |        |        |        |  |
|  |            | Elettra Marconia       | Elettra Marconia       | 0                      |   |        |        |        |  |
|  |            |                        |                        | 0                      |   |        |        |        |  |
|  |            |                        | Città dei Sassi Matera | Città dei Sassi Matera | 1 |        |        |        |  |
|  | 3          | Città dei Sassi Matera | Città dei Sassi Matera | Città dei Sassi Matera | 1 | 3      |        |        |  |
|  | 3          | Città dei Sassi Matera |                        |                        |   |        |        |        |  |
|  | 4          | Pomarico               | 1                      |                        |   |        |        |        |  |

#### Semifinali
|                        | Risultati |          | Luogo, data e ora                 |
| ---------------------- | --------- | -------- | --------------------------------- |
| Città dei Sassi Matera | 3-1       | Pomarico | Matera, 16 aprile 2023, ore 16:30 |
|                        |           |          |                                   |

#### Finale
|                  | Risultati |                        | Luogo, data e ora               |
| ---------------- | --------- | ---------------------- | ------------------------------- |
| Elettra Marconia | 0-1       | Città dei Sassi Matera | Marconia, 30 aprile 2023, 16:30 |
|                  |           |                        |                                 |

### Play-out

#### Semifinali
|                | Risultati |           | Luogo, data e ora                         |
| -------------- | --------- | --------- | ----------------------------------------- |
| Montescaglioso | 2-1       | Moliterno | Montescaglioso, 16 aprile 2023, ore 16:30 |
|                |           |           |                                           |

#### Finale
|             | Risultati |           | Luogo, data e ora             |
| ----------- | --------- | --------- | ----------------------------- |
| Real Senise | 1-4       | Moliterno | Senise, 30 aprile 2023, 16:30 |
|             |           |           |                               |